# بطولة آسيا للتايكوندو 1992
بطولة آسيا للتايكوندو 1992 (بالإنجليزية: 1992 Asian Taekwondo Championships)‏ هي النسخة العاشرة من بطولة آسيا للتايكوندو، وأقيمت في ستاد نيغارا في كوالالمبور، ماليزيا خلال الفترة من 31 يناير إلى 2 فبراير 1992.
انتهت كوريا الجنوبية في صدارة جدول الميداليات بعد فوزها بإحدى عشرة ميدالية ذهبية.

## ملخص الميداليات

### الرجال
| Event                | الذهبية                         | الفضية                           | البرونزية                      |
| -------------------- | ------------------------------- | -------------------------------- | ------------------------------ |
| خفيف الذبابة −50 كجم | تشانغ جونغ-سان · تايبيه الصينية | جين سونغ-تاي · كوريا الجنوبية    | جون سوهارتونو · إندونيسيا      |
| خفيف الذبابة −50 كجم | تشانغ جونغ-سان · تايبيه الصينية | جين سونغ-تاي · كوريا الجنوبية    | كومار ساندراجاسام · ماليزيا    |
| ذبابي −54 كجم        | سيو سونغ-كيو · كوريا الجنوبية   | ديرك ريتشارد تالوميو · إندونيسيا | خالد الحبيضة · الكويت          |
| ذبابي −54 كجم        | سيو سونغ-كيو · كوريا الجنوبية   | ديرك ريتشارد تالوميو · إندونيسيا | لين يونغ-تشنغ · تايبيه الصينية |
| بانتم −58 كجم        | كوون تاي-هو · كوريا الجنوبية    | حسين مكي · الأردن                | يونغ واي كوان · هونغ كونغ      |
| بانتم −58 كجم        | كوون تاي-هو · كوريا الجنوبية    | حسين مكي · الأردن                | أصغر طهماسيبي · إيران          |
| ريشة −64 كجم         | كانغ تشانغ-مو · كوريا الجنوبية  | تشو كوي-مينغ · تايبيه الصينية    | خالد الشمراني · السعودية       |
| ريشة −64 كجم         | كانغ تشانغ-مو · كوريا الجنوبية  | تشو كوي-مينغ · تايبيه الصينية    | بيجان مقانلو · إيران           |
| خفيف −70 كجم         | فريبورز أسكاري · إيران          | بندر الجميز · السعودية           | داسانتييو بريهادي · إندونيسيا  |
| خفيف −70 كجم         | فريبورز أسكاري · إيران          | بندر الجميز · السعودية           | نويل فينيراسيون · الفلبين      |
| وسط خفيف −76 كجم     | ليم يونغ-هو · كوريا الجنوبية    | ليو تسو-يين · تايبيه الصينية     | علي محمد بوشاغ · إيران         |
| وسط خفيف −76 كجم     | ليم يونغ-هو · كوريا الجنوبية    | ليو تسو-يين · تايبيه الصينية     | نايجل أندرسون · أستراليا       |
| وسط −83 كجم          | يون سون-تشول · كوريا الجنوبية   | هو مينغ-شيونغ · تايبيه الصينية   | خالد الحارثي · السعودية        |
| وسط −83 كجم          | يون سون-تشول · كوريا الجنوبية   | هو مينغ-شيونغ · تايبيه الصينية   | حسين عباسي · إيران             |
| ثقيل +83 كجم         | كيم جي-كيونغ · كوريا الجنوبية   | حسن أصلاني · إيران               | وو باو-يي · تايبيه الصينية     |
| ثقيل +83 كجم         | كيم جي-كيونغ · كوريا الجنوبية   | حسن أصلاني · إيران               | أبولونيو سينترون · الفلبين     |

### السيدات
| Event                | الذهبية                         | الفضية                          | البرونزية                        |
| -------------------- | ------------------------------- | ------------------------------- | -------------------------------- |
| خفيف الذبابة −43 كجم | لي سون-يونغ · كوريا الجنوبية    | لو يويه-يينغ · تايبيه الصينية   | سيتا كوماري راي · نيبال          |
| خفيف الذبابة −43 كجم | لي سون-يونغ · كوريا الجنوبية    | لو يويه-يينغ · تايبيه الصينية   | فاسوجي ماروثاموثو · ماليزيا      |
| ذبابي −47 كجم        | مو سون-يونغ · كوريا الجنوبية    | تانغ هوي-وين · تايبيه الصينية   | وونغ ليانغ مينغ · سنغافورة       |
| ذبابي −47 كجم        | مو سون-يونغ · كوريا الجنوبية    | تانغ هوي-وين · تايبيه الصينية   | أنيتا فالييروس · أستراليا        |
| بانتم −51 كجم        | وون سون-جين · كوريا الجنوبية    | تشن مي-هوا · تايبيه الصينية     | فيكي تشينيري · أستراليا          |
| بانتم −51 كجم        | وون سون-جين · كوريا الجنوبية    | تشن مي-هوا · تايبيه الصينية     | نيليا سي · الفلبين               |
| ريشة −55 كجم         | ليو تشاو-تشينغ · تايبيه الصينية | كيم سونغ-سوك · كوريا الجنوبية   | بياتريز لوسيرو لويلييه · الفلبين |
| ريشة −55 كجم         | ليو تشاو-تشينغ · تايبيه الصينية | كيم سونغ-سوك · كوريا الجنوبية   | سو سو هلاينغ · ميانمار           |
| خفيف −60 كجم         | جيونغ أون-أوك · كوريا الجنوبية  | هسين فنغ-ليان · تايبيه الصينية  | دونا شيرب · نيوزيلندا            |
| خفيف −60 كجم         | جيونغ أون-أوك · كوريا الجنوبية  | هسين فنغ-ليان · تايبيه الصينية  | ماريا لورديس غو · الفلبين        |
| وسط خفيف −65 كجم     | بان لي-تشي · تايبيه الصينية     | سوسيلواتي · إندونيسيا           | فو يونغ لاي · سنغافورة           |
| وسط خفيف −65 كجم     | بان لي-تشي · تايبيه الصينية     | سوسيلواتي · إندونيسيا           | كاثرين ديتان · الفلبين           |
| وسط −70 كجم          | لي سون-هي · كوريا الجنوبية      | لاو تشو بون · ماليزيا           | جولي فيليبس · أستراليا           |
| وسط −70 كجم          | لي سون-هي · كوريا الجنوبية      | لاو تشو بون · ماليزيا           | أنيس ديوي · إندونيسيا            |
| ثقيل +70 كجم         | سارة تشونغ · ماليزيا            | جونغ ميونغ-سوك · كوريا الجنوبية | سوزان غراهام · نيوزيلندا         |
| ثقيل +70 كجم         | سارة تشونغ · ماليزيا            | جونغ ميونغ-سوك · كوريا الجنوبية | بياتريز تيوسكو · الفلبين         |

## جدول الميداليات
*   البلد المضيف (مضيف)
| المرتبة | فريق           | ذهبية | فضية | برونزية | المجموع |
| ------- | -------------- | ----- | ---- | ------- | ------- |
| 1       | كوريا الجنوبية | 11    | 3    | 0       | 14      |
| 2       | تايبيه الصينية | 3     | 7    | 2       | 12      |
| 3       | إيران          | 1     | 1    | 4       | 6       |
| 4       | ماليزيا        | 1     | 1    | 2       | 4       |
| 5       | إندونيسيا      | 0     | 2    | 3       | 5       |
| 6       | السعودية       | 0     | 1    | 2       | 3       |
| 7       | الأردن         | 0     | 1    | 0       | 1       |
| 8       | الفلبين        | 0     | 0    | 7       | 7       |
| 9       | أستراليا       | 0     | 0    | 4       | 4       |
| 10      | نيوزيلندا      | 0     | 0    | 2       | 2       |
| 10      | سنغافورة       | 0     | 0    | 2       | 2       |
| 12      | نيبال          | 0     | 0    | 1       | 1       |
| 12      | هونغ كونغ      | 0     | 0    | 1       | 1       |
| 12      | الكويت         | 0     | 0    | 1       | 1       |
| 12      | ميانمار        | 0     | 0    | 1       | 1       |
| المجموع | المجموع        | 16    | 16   | 32      | 64      |

## وصلات خارجية
- الموقع الرسمي للاتحاد العالمي للتايكوندو